# Homer the Whopper
«Homer the Whopper» (titulado: «Homero el grande» en Hispanoamérica y «El Súper Homer» en España) es el estreno de la vigesimoprimera temporada de la serie de televisión animada estadounidense Los Simpson. Se emitió originalmente en la cadena Fox en los Estados Unidos el 27 de septiembre de 2009 y en Hispanoamérica su estreno fue el 2 de mayo de 2010. En él, El hombre de las historietas crea un nuevo superhéroe llamado Everyman que toma los poderes de otros superhéroes. Homer es elegido como el protagonista de la adaptación cinematográfica. Para ponerlo en forma, el estudio de cine contrata a un famoso entrenador físico, Lyle McCarthy, para que lo ayude. Homer se pone en forma y está muy emocionado, pero cuando McCarthy se va para entrenar a otro cliente, comienza a comer en exceso nuevamente y, en última instancia, esto lleva al fracaso de la cinta.
El capítulo fue escrito por Seth Rogen y Evan Goldberg, quienes son fanáticos «obsesionados» del programa, y dirigido por Lance Kramer. Pretendía ser un comentario sobre cómo Hollywood trata las película de superhéroes. Rogen también aparece como estrella invitada como el personaje de Lyle McCarthy, lo que lo convierte en la segunda estrella invitada en escribir un episodio y aparecer en él; Ricky Gervais ha sido el primero. «Homer the Whopper» recibió críticas mixtas de los críticos de televisión y obtuvo una de calificación Nielsen de 4,3 en su transmisión original.

## Trama
Bart y Milhouse convencen al Hombre de las historietas para que publique un cómic que escribió titulado Everyman, en el que el personaje principal puede absorber superpoderes de los personajes de los cómics que toca. El cómic se convierte en un éxito instantáneo y muchos estudios de Hollywood se interesan en convertirlo en una película. Él acepta que Everyman se convierta en una cinta, pero solo si puede elegir la estrella. Cuando el hombre de las historietas ve a Homer, considera es perfecto para el papel, ya que quiere que Everyman sea interpretado por un gordo de mediana edad. Pero los ejecutivos del estudio se dan cuenta de que el público quiere un actor en buena forma física para el papel, por lo que contratan al famoso entrenador Lyle McCarthy para que lo ponga en forma. Después de un mes, se pone en forma y comienza la producción de la película.
Poco después, sin embargo, McCarthy lo deja por otro cliente. Sin él para mantenerlo en forma, comienza a comer de nuevo y recupera todo el peso. Ya no puede caber en su disfraz o incluso en su tráiler, y el filme comienza a sobrepasar el presupuesto. Los ejecutivos del estudio y el hombre de las historietas temen que no tenga éxito. La versión final presenta escenas con el gordo Homer y el de físicamente en forma fusionados, molestando y confundiendo a la audiencia. Después del estreno de la película, McCarthy regresa y se ofrece a ponerlo en forma nuevamente, lo que acepta. Los ejecutivos del estudio ofrecen dejar que El hombre de las historietas dirija la secuela, con la condición de que le mienta a los fanáticos y diga que le gustó la película. Aunque complacido con la oferta, la rechaza y critica abiertamente la película en línea como  fracaso de taquilla y Everyman nunca se vuelve a adaptar.

## Producción

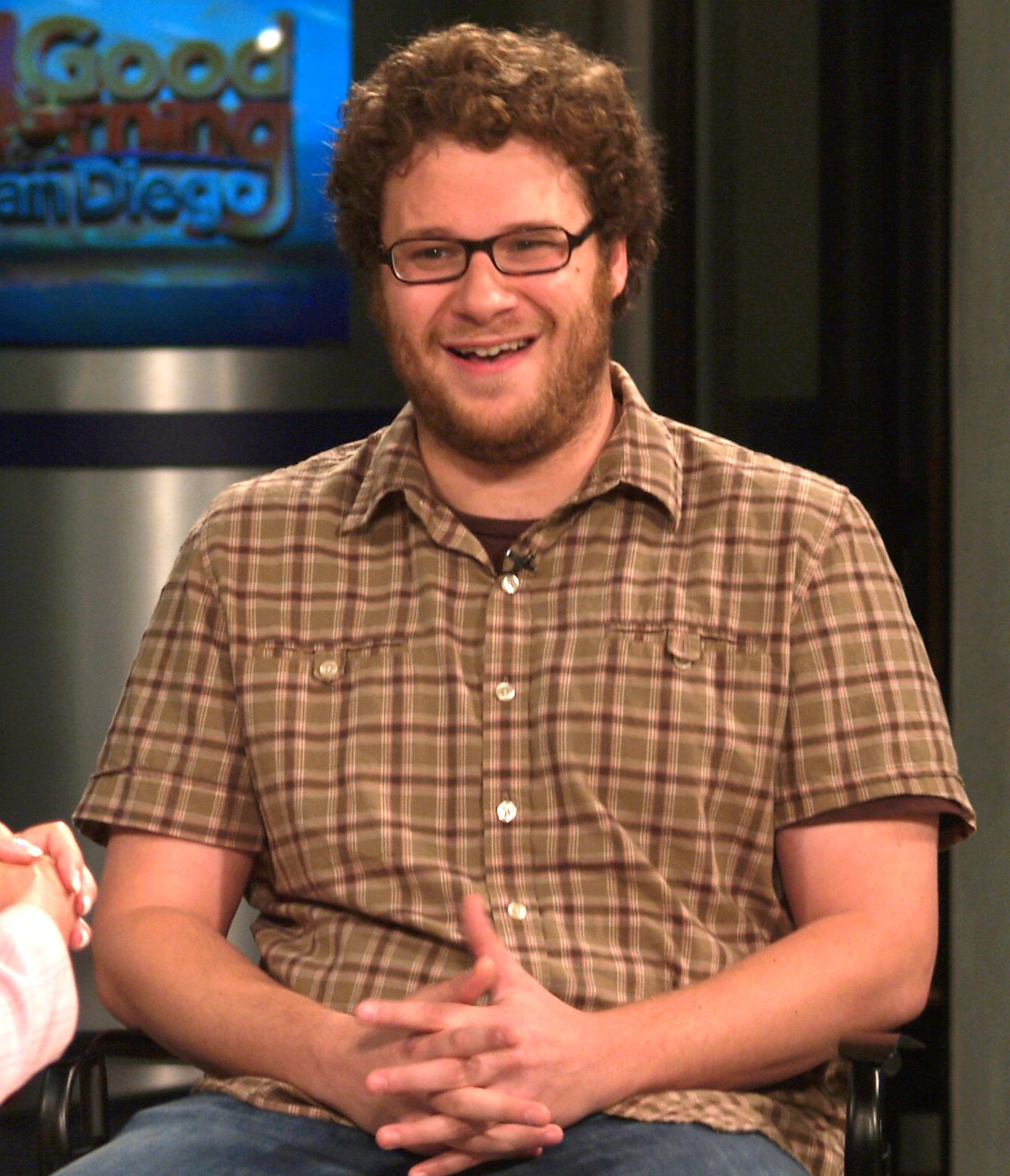
Seth Rogen coescribió el episodio y fue estrella invitada como el personaje de Lyle McCarthy.

Seth Rogen y Evan Goldberg, guionistas de la película Superbad, son aficionados «obsesionados» de Los Simpson. Después de enterarse de que el productor ejecutivo, James L. Brooks, un fanático de Superbad, decidieron preguntar a los productores del programa si podían escribir un episodio. En 2006, Ricky Gervais, cocreador de The Office, recibió crédito por escribir el capítulo de la decimoséptima temporada, «Homer Simpson, This Is Your Wife». Rogen y Goldberg «pensaron que si [Gervais] llegaba a escribir uno, tal vez [ellos] podrían intentarlo». Fueron invitados a la sala de escritores, donde presentaron varias ideas. Uno fue aceptado y escribieron un esquema con la ayuda de algunos comentarios de los escritores regulares.
Rogen comentó que él y Goldberg querían mostrar con el episodio cómo Hollywood generalmente arruina las películas de superhéroes. Dijo que «toda la broma es que Homer está elegido para interpretar a un tipo que es un hombre común y tratan de convertirlo en este tipo en buena forma física». También señaló que la trama refleja la situación en la que se encontraba mientras trabajaba en El Avispón Verde, cuando tuvo que perder peso y hacer entrenamiento físico para su papel. El Showrunner Al Jean comentó que los escritores intentaron no repetir el tema de la cinta del cómic del capítulo, «Radioactive Man». En cambio, decidieron parodiar el hecho de que casi todos los cómics se han convertido en una película. Jean comentó que esa escena en la que los ejecutivos del estudio «están tratando de pensar en una idea que no se ha hecho realmente es lo que están haciendo en estos días [en la vida real]».
La lectura de la tabla tuvo lugar en agosto de 2008 y la producción comenzó poco después. Rogen dijo más tarde que «nos sentamos para leer y tres horas más tarde estaba en un estudio improvisando con Homer Simpson, ha sido el mejor día de mi vida». También aparece como estrella invitada como el personaje de Lyle McCarthy, lo que lo convierte en la segunda estrella invitada en escribir un episodio y aparecer en él; Gervais también apareció en el capítulo que escribió. El creador de Los Simpson, Matt Groening, también aparece ahí.

## Recepción
En su transmisión estadounidense original en los Estados Unidos el 27 de septiembre de 2009, «Homer the Whopper» se vio en 8,31 millones de hogares y adquirió una calificación Nielsen de 4,3/12% de participación. La calificación bajó un siete por ciento desde el estreno de la temporada anterior, que estuvo visto en 9,3 millones de hogares la noche en que se emitió.
Desde su emisión, ha recibido críticas mixtas a positivas de los críticos de televisión. Steve Fritz de Newsarama lo calificó de «increíble» y comentó que «el tema general del cómic fue perfecto». Ariel Ponywether de Firefox News dijo que «habría sido más interesante ver un ángulo diferente en la trama típica de Homer para perder peso, pero [los espectadores] se vieron privados de esto». Ella pensó que estaba «bien»—«sonreirás un par de veces, te reirás una o dos veces»—pero comentó que no «será considerado un 'clásico' en el corto plazo». Los revisores de TV Guide citó el cameo de Matt Groening, la escena de la cena, Homer tratando de perder peso en el Kwik-E-Mart y la escena inicial en la que Bart le pregunta al hombre de las historietas sobre Spider-Man como los aspectos más destacados.
Robert Canning de IGN ha sido positivo sobre «Homer the Whopper», dándole una calificación de 8.6/10. Comentó que el primer acto fue el más fuerte, mientras que los demás fueron más débiles. Canning creía que la razón de esto era que los espectadores ya habían visto a Homer «luchar con su peso innumerables veces, y el entrenador de Rogen, aunque divertido la mayor parte del tiempo, probablemente nunca será recordado como un papel invitado clásico». Agregó, sin embargo, que Rogen y Goldberg pueden encontrar «algunos ángulos nuevos con las bromas sobre el peso, por lo que no es una pérdida total». En general, Canning pensó que era un buen comienzo para la vigésimo primera temporada y, aunque la trama puede no ser muy original, los escritores agregaron «frescura a los procedimientos». Emily VanDerWerff de The A.V. Club no pensó que el guion fuera tan bueno como el de Gervais, pero comentó que Rogen y Goldberg «lograron hacer un estreno de temporada mayormente divertido». Agregó que pensó que la sátira de Hollywood que aparece en este capítulo se había usado en exceso en el programa, pero «la especificidad de lo que [el episodio] se estaba burlando: entrenadores que ayudan a las estrellas a adelgazar (en este caso, ayudando a Homer a adelgazar) — contribuyó en gran medida a que fuera apetecible». WanDerWerff concluyó que si bien «no probó nada nuevo [...], [él] se divirtió de todos modos».